# 巴乌
巴乌，自由簧樂器，彝族、苗族、哈尼族等所用。管身竹制或木制，长约27厘米，有前7個、后1個共8个按音孔，一端侧面开吹孔，吹孔内装有尖舌形铜质簧片，口含吹孔横吹，振动簧片发声。其音色优美，音量较小，常用于舞蹈和说唱的伴奏。近年有人將巴烏管身加粗加长，使用音键，以增大音量和改善音準，可奏2个八度（e——e2）。在红河彝族地区流行直吹巴乌和双管巴乌。

## 图集

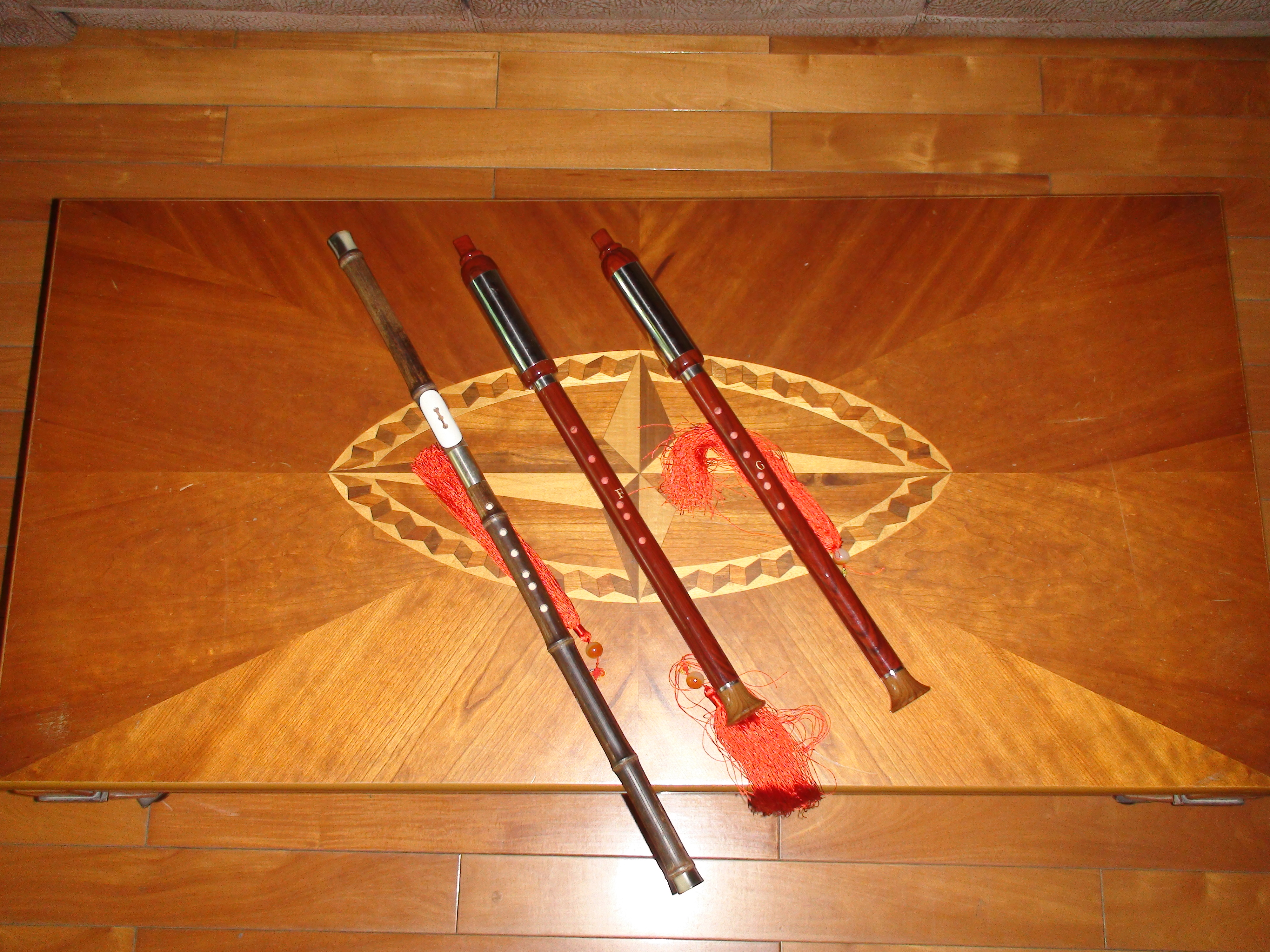
不同形制、定调、大小的巴乌
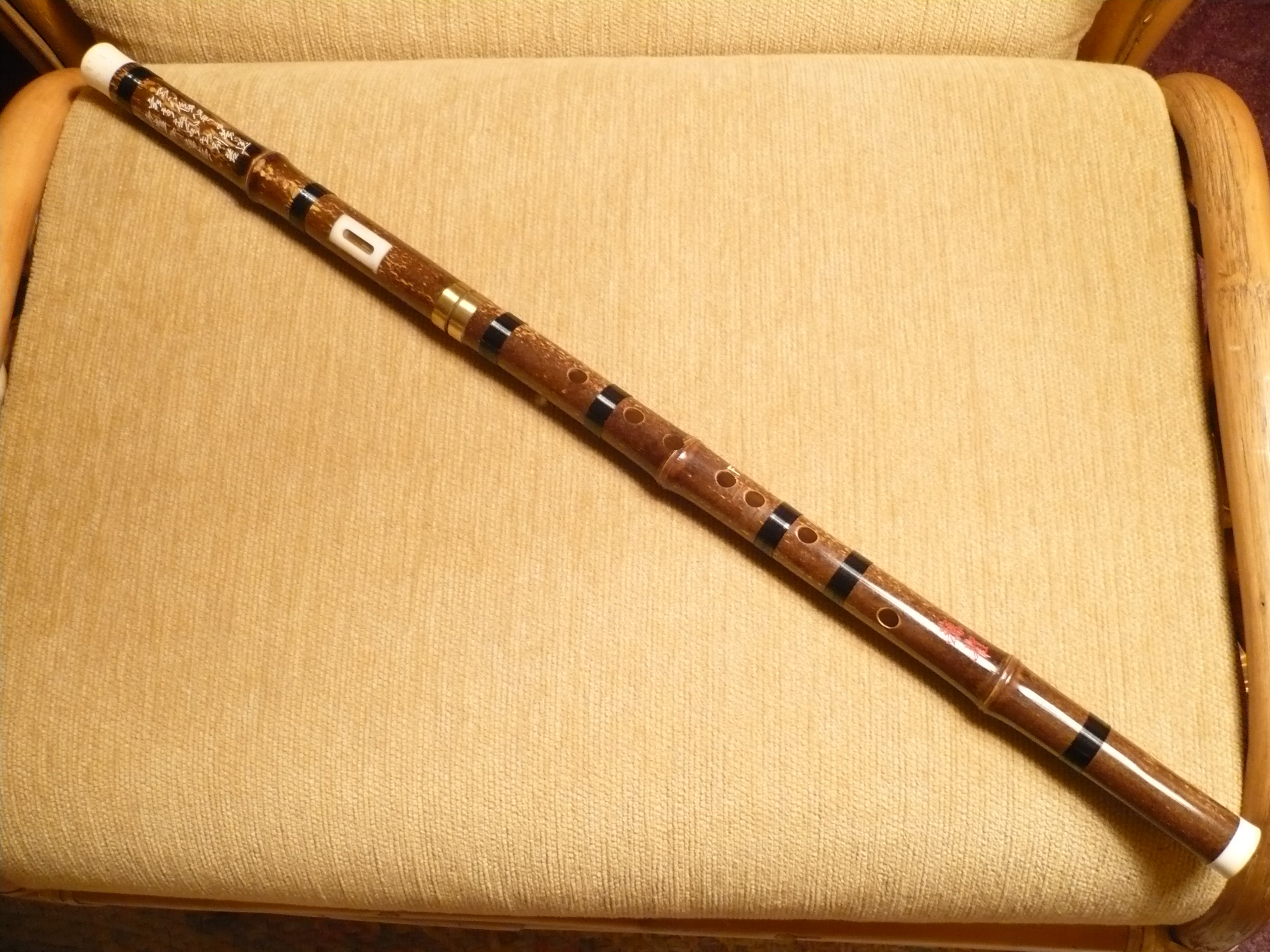
F调巴乌
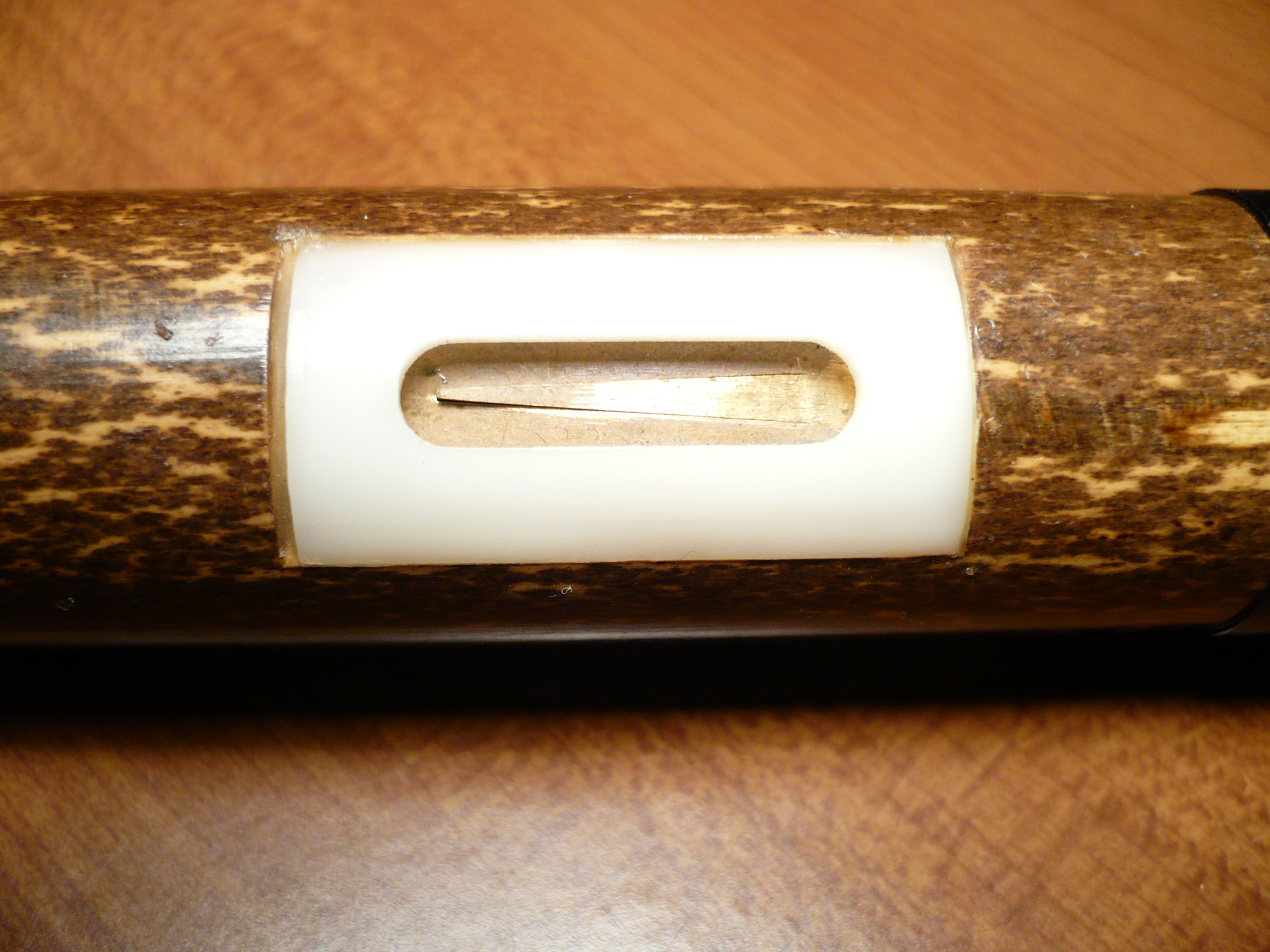
F调巴乌的吹孔